# دابرگوتس
دابرگوتس (به آلمانی: Dabergotz) یک شهر در آلمان است که در اوست‌پریگنیتس-روپین واقع شده‌است. دابرگوتس ۶۱۶ نفر جمعیت دارد.